# شرقیه (روستا)
 شرقیه  به عربی ( الَشرقِیه  )، روستایی است در دهستان 

## جمعیت
جمعیت آن (۷۹) نفر (۷ خانوار) می‌باشد.